# Maurice F. Strong
Maurice F. Strong (29. dubna 1929 Oak Lake, Manitoba, Kanada – 27. listopadu 2015) byl kanadský podnikatel a ropný magnát, zástupce generálního tajemníka Organizace spojených národů, spoluzakladatel a první šéf programu OSN pro životní prostředí a zakladatel IPCC - Mezinárodního panelu pro klimatické změny. Nejznámější je svým předsedáním dvěma sjezdům OSN, v roce 1972 ve Stockholmu (ten vedl přímo k založení programu OSN pro životní a prostředí) a v roce 1992 v Rio de Janeiru, který se odehrál pod názvem Summit země. V současné době pracuje jako profesor na univerzitě v Pekingu, kde působí i jako čestný předseda místní ekologické nadace a kam odjel po své účasti na korupčním skandálu, týkajícího se ropných obchodů na Středním východě.

## Kontroverze a konspirace
Pohled veřejnosti na Maurice Stronga je velmi rozdílný, na jednu stranu je odhodlaným člověkem, jenž se chopil nabízené příležitosti a obdržel mnoho velmi hodnocených ocenění, například řád Kanady. Mnozí však vidí Strongovu propagaci "zelené" ekonomiky jako tunelářství a podvod, spojený s cíleným zastrašováním obyvatel planety před hrozbou klimatických změn, čemuž nepomáhá ani Strongovo členství v tzv. Římském klubu. Právě umělé vyvolávání paniky IPCC je tématem konspiračních teoretiků, kteří často Strongovi připisují větší faktickou moc, než tento muž skutečně má.

## Vyznamenání
- společník Řádu Kanady – 1999[1]
- Řád Manitoby – 2005
- Medaile stříbrného výročí královny Alžběty II. – 1977
- Medaile 125. výročí konfederace Kanady – 1992
- Medaile zlatého výročí královny Alžběty II. – 2002[1]
- Medaile diamantového výročí královny Alžběty II. – 2012[1]
- Řád polární hvězdy – 1999, Švédsko
- Řád Jižního kříže – 1998, Brazílie[2]
- komtur Řádu zlaté archy – 1979, Nizozemsko
- velká čestná dekorace ve zlatě s hvězdou Čestného odznaku za zásluhy o Rakouskou republiku – 2009, Rakousko[3]